# Przetacznik krzewinkowy
Przetacznik krzewinkowy (Veronica fruticans) – gatunek rośliny należący do rodziny babkowatych (Plantaginaceae), w systemach XX-wiecznych klasyfikowany zwykle do trędownikowatych (Scrophulariaceae). Występuje w Europie i na Grenlandii. W Polsce wyłącznie w Tatrach i Pieninach.

## Morfologia

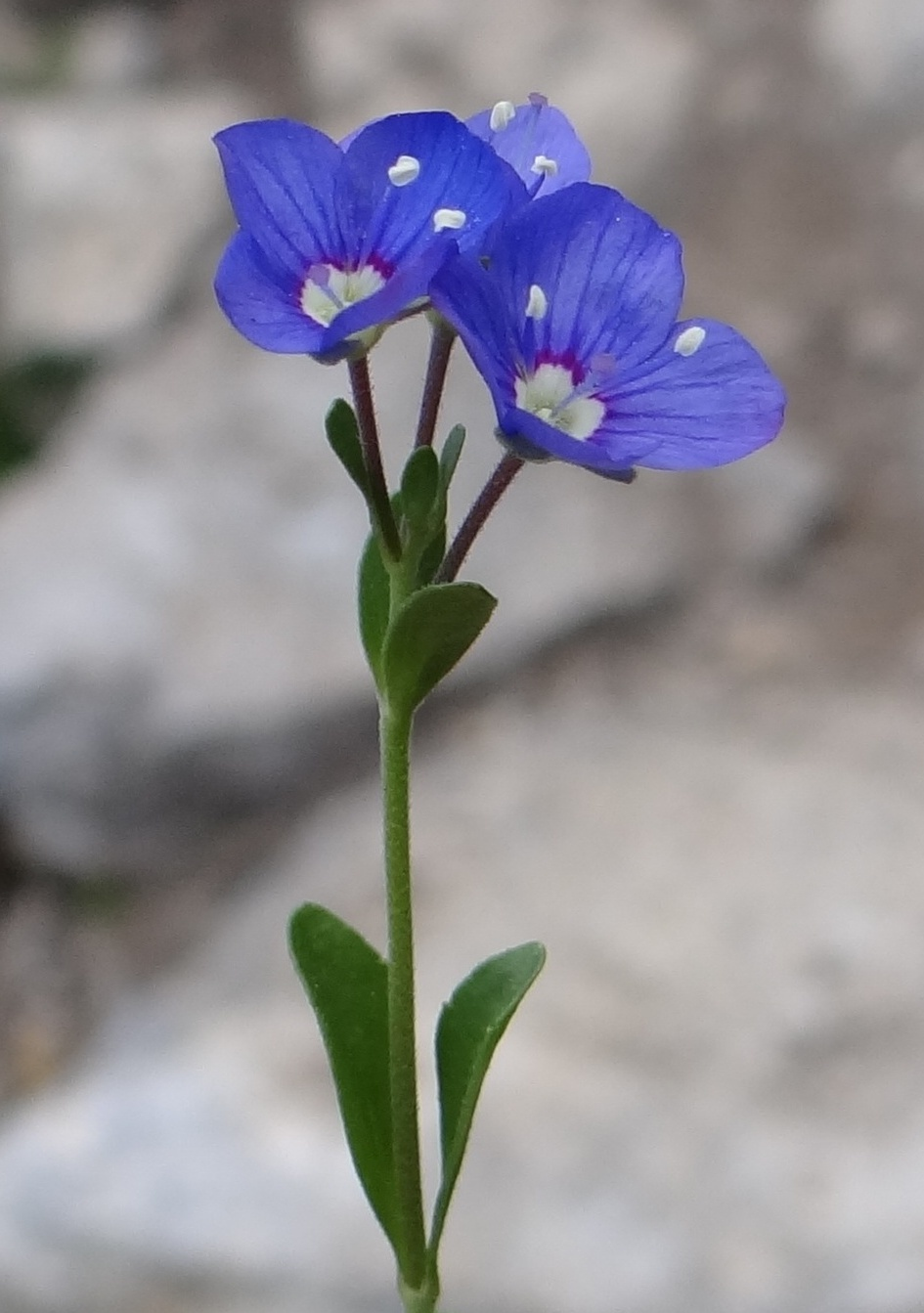
Kwiaty

PokrójNiski półkrzew osiągający wysokość zaledwie 5–20 cm. Oprócz pędów kwiatowych wytwarza liczniejsze pędy płonne. Cała roślina jest delikatnie omszona.
ŁodygaProsta, wzniesiona, delikatnie omszona i nierozgałęziająca się.
LiścieDość grube i lśniące. Mają podługowaty lub odwrotnie jajowaty kształt i całobrzegą lub delikatnie tylko karbowaną i piłkowaną blaszkę. Wyrastają na krótkich ogonkach, lub są siedzące. Najniższe liście nie są większe od pozostałych i podczas kwitnięcia rośliny często są już uschnięte. Nie tworzą różyczki liściowej.
KwiatyNa jednej łodydze wyrasta po kilka kwiatów o ciemno-lazurowoniebieskiej barwie, tworząc groniasty kwiatostan. Kółkowa korona z bardzo krótką rurką ma średnicę 10–15 mm. Szypułki kwiatów dłuższe od przysadek i wzniesione. 4 wolne i delikatnie omszone działki o podługowatołopatkowatym kształcie, 4 płatki korony z dobrze widoczną, ciemniejszą nerwacją.
OwocPodłużnie jajowata, mocno spłaszczona i zwężająca się ku górze torebka o długości 6-9 mm. Pęka 4 szwami. Nasiona żółtej barwy, tarczkowate, spłaszczone.

## Biologia i ekologia
RozwójBylina, chamefit, hemikryptofit. Kwitnie od czerwca do sierpnia.
SiedliskoPorasta szczeliny skalne, piargi, niskie murawy naskalne. Występuje od regla dolnego po piętro halne.
FitosocjologiaGatunek charakterystyczny dla klasy Asplenietea rupestria.